# Choe Un-gyong
Choe Un-gyong (ur. 29 lipca 1990) – północnokoreańska zapaśniczka w stylu wolnym. Olimpijka z Londynu 2012, gdzie zajęła dwunaste miejsce w kategorii 63 kg.
Brązowa medalistka mistrzostw Azji w 2010 roku.